# Антонов, Андрей Владимирович
Андре́й Влади́мирович Анто́нов (5 апреля 1971, Владимир, РСФСР, СССР) — российский армрестлер, чемпион мира (2001), МСМК, спортивный физиолог, ученик и последователь профессора В. Н. Селуянова, журналист, певец, автор и исполнитель песен в стиле фолк-рок под именем Ратибор.

## Биография
Андрей Антонов родился 5 апреля 1971 года в городе Владимир в студенческой семье. Мать Любовь Алексеевна училась во Владимирском педагогическом институте, отец Владимир Иванович в Московском геологоразведочном институте. После окончания института отец получил распределение в Магаданскую область на должность горного мастера на золотом прииске и увёз с собой семью. Там он в течение 10 лет был директором крупнейшего в СССР золотого прииска — прииска им. Фрунзе, Сусуманского района Магаданской области. Имеет ряд патентов на технические новшества, связанные с золотодобычей.

### Детство и юность
Антонов с детства занимался баскетболом, лёгкой атлетикой, в старших классах атлетизмом. Был чемпионом Магаданской области по прыжкам в высоту среди школьников старших классов.

### Учёба
В 1991 году после службы в армии поступил в МОГИФК, который закончил в 1995 году с отличием на кафедре «Лёгкая атлетика». За время учёбы выполнил КМС по легкой атлетике и пауэрлифтингу, начал заниматься армрестлингом, к которому проявил большие способности. В период обучения проявлял интерес к научной деятельности, на 4-м курсе одержал победу на конференции среди аспирантов и студентов с работой «Особенности ритмо-темповой структуры разбега сильнейших прыгунов в высоту на чемпионате мира 1993 года».

### Спортивная карьера
В 1996 году, менее чем за два года занятий, Антонов впервые стал чемпионом России по армрестлингу в весовой категории 110 кг и выполнил норматив мастера спорта. Впоследствии 9 раз становился призёром национального чемпионата и 2 раза чемпионом России среди ветеранов (старше 40 лет). В 1997 году занял первое место в международном турнире «Золотой медведь» и выполнил норматив мастера спорта международного класса. В том же году дебютировал на чемпионате Европы в Швеции, где занял 2 место. В 2001 году стал чемпионом мира в Польше. В 2005 году на чемпионате мира среди профессионалов Nemiroff World Cup завоевал 2 место в абсолютной весовой категории. В абсолютной категории боролись победители и призёры всех весовых категорий за звание абсолютного чемпиона мира среди профессионалов. В полуфинале одержал победу над американцем Джоном Брзенком, но в финале уступил другому американскому армрестлеру — Тревису Бадженту.
Мастер спорта международной класса Чемпион и серебряный призёр чемпионатов мира(2001), двукратный серебряный (1997, 2001) и бронзовый (1998) призёр чемпионатов Европы, серебряный призёр Кубка мира среди профессионалов Nemiroff World Cup 2005 в абсолютной весовой категории, чемпион и 8-кратный призёр чемпионатов России, победитель международных турниров «Золотой медведь»,"Кубок Святослава", «Луганский байбак», «Кубок мечты», «TELE-2», «Золотой заяц». 10-кратный чемпион Москвы. Весовая категория свыше 110 кг.

### Журналистика
В 1997 году Антонов впервые попробовал себя в журналистике, написал статью «Кисть рукоборца», в которой разобрал особенности тренировки мышц предплечья, и привез её в редакцию журнала по силовым видам спорта тех лет — «Архитектура тела и развитие силы» («Качай мускулы»). Статья настолько понравилась главному редактору, что он сразу предложил Андрею создать рубрику «Армрестлинг» и стать её редактором. Работал в этом журнале в 1997—1998 годах.
В 2012 году работал в журнале «Железный мир». Журнал имел рекордный тираж среди специализированных журналов посвященных силовому тренингу и издавался помимо России ещё в Белоруссии, Казахстане и на Украине. Сначала Антонов был редактором рубрики «Армрестлинг», через год работы предложил ввести новую рубрику «Наука и спорт», которую возглавил и за 7 лет написал более 150 научно-популярных статей, посвященных различным аспектам физической подготовки.

### Научная и тренерская деятельность
Параллельно с журналистикой Антонов занимался тренерской деятельностью. Подготовил ряд мастеров спорта и мастеров спорта международного класса. Получил высшую тренерскую категорию, 4 года был главным тренером сборной команды Московской области.
В 2004 года познакомился с профессором Виктором Николаевичем Селуяновым и начал сотрудничество с НИИ фундаментальных и прикладных проблем физической культуры и спорта. Изначально скептически отнесся к идеям профессора, но, изучив спортивную адаптологию, стал приверженцем и популяризатором данной науки. Читал лекции в фитнес-клубах от НИИ по силовой тренировке и системе ИЗОТОН. Потом, совместно с ним стал проводить обучение на курсах повышения квалификации от МФТИ.
С 2013 года стал сотрудничать с Институтом физиологии мышления (прошлое название: Институт поведения). Написал ряд статей, посвященных вопросам обучения правильному мышлению спортсменов. В 2015 году в рамках гуманитарного проекта «Школа долгожития и здравомыслия» вышла книга «Мысли позитивно. Очерки о физиологии мышления». Вступительное слово к ней написала помощник министра здравоохранения РФ, д.м.н. профессор Т. В. Клименко, а заключение ответственный секретарь Экспертного совета по комплементарной медицине комитета Государственной Думы по охране здоровья Т. Серпакова.
В 2017 году стал начальником сектора в Научной лаборатории спортивной адаптологии профессора В. Н. Селуянова. В Болгарии был консультантом сборной команды по карате киокушинкай по физической подготовке, готовил команду к выступлению на чемпионате мира. В результате болгары завоевали одну золотую, одну серебряную и четыре бронзовых медали, превысив прошлогодний показатель. После смерти профессора стал основным лектором лаборатории. Ввел в программу обучения новые дисциплины: «Адаптационная терапия», «Физиология мышления» и «Оздоровительное голодание по системе ИЗОТОН».

## Творчество
В детстве 4 года учился в музыкальной школе по классу фортепиано. Но занятия сложно было совмещать со спортом, в результате пришлось выбрать спорт. Самостоятельно научился играть на гитаре, впоследствии на гуслях. В 1998 году окончил двухгодичные курсы в высшей режиссёрской киношколе им. Бондарчука. Вместе с ним проходили обучение: Сергей Козлов (Славута), чемпион России по историческому фехтованию, каскадер, руководитель военно-патриотического клуба «Аркона», музыкальный исполнитель Николай Емелин и гусляр Андрей Байкалец.
В 2004 году организовал фолк-рок группу «Буян» вместе со школьным другом Маратом Фиделем, который написал музыку и слова ко всем песням, а также занимался продюсированием. Солистами группы были Юрий Алексеев и Сергей Козлов. В 2006 году на киностудии «Мосфильм» в деревянном городище, построенном для съемок фильма «Волкодав» был снят клип группы «Буян» на песню «Город». Режиссёром клипа был Михаил Рожков. Постановку боев делал Сергей Козлов. Клип на протяжении трех месяцев был в ротации на ТВ. В 2007 году группа «Буян» заняла третье место на Всероссийском конкурсе военно-патриотических песен «Ветер Победы». В 2008 году группа «Буян» презентовала альбом «ХАН» и выпустила диск «БОРТ». В 2009 году по ряду причин состав группы распался. Главный солист и спонсор проекта Юрий Алексеев (Ворон) начал петь дуэтом вместе с сильнейшим человеком Украины Василием Вирастюком. Сергей Козлов стал работать певцом с Николаем Емелиным, Андрей Антонов и Марат Фидель начали сольные карьеры.
В 2012 году Антонов записал первый сольный альбом «Богатырские песни», включавший в себя 11 песен, и начал проводить концерты. Основа тематики песен — история Древней Руси, малоизвестные подвиги. В 2013 году начал запись песен ко второму альбому «Грозный рус». Снял два видеоклипа «Аркона» и «Грозный рус». На песни Ратибора неизвестными поклонниками снято более десяти слайдклипов в России и Польше. С 2018 года концертную деятельность прекратил, полностью, сосредоточившись на науке.
Альбом «Богатырские песни»:
1. Аркона
2. Баллада
3. Богатыри
4. Владимир
5. Карательный отряд
6. Мы выбираем бой
7. Ночь перед боем
8. Обращение к Богам
9. Ольга
10. Сарматка
11. Сон

Альбом «Грозный рус»:
1. Грозный рус
2. Князь Ростислав
3. Купец и воин
4. Любовь Гаральда
5. Рагдай
6. Северный ветер
7. Сказка
8. Одолень-трава
9. Купало
10. Радигощ
11. Православный, славь Правь